# Bolesław Galczewski
Bolesław Galczewski (ur. 2 października 1922 w Łodzi, zm. 20 października 2013 w Warszawie) – pułkownik Ludowego Wojska Polskiego, dyrektor Departamentu IV Ministerstwa Bezpieczeństwa Publicznego w latach 1953–1954.

## Życiorys
Syn Bolesława i Amelii Galczewskich. W 1945 był słuchaczem Centralnej Szkoły MBP w Łodzi, następnie funkcjonariuszem w centrali MBP w Warszawie. Początkowo młodszy referent, od 1946 referent, od 1947 starszy referent Wydziału I Departamentu IV MBP. Wicedyrektor tego departamentu w latach 1951–1953, zastępca szefa Wojewódzkiego Urzędu ds. Bezpieczeństwa Publicznego w Szczecinie w 1955.
Od marca 1945 do grudnia 1947 brał udział w walkach z bandami i reakcyjnym podziemiem, czyli z „żołnierzami wyklętymi”. Członek Polskiej Partii Robotniczej i Polskiej Zjednoczonej Partii Robotniczej. W 1946 odznaczony Brązowym Krzyżem Zasługi, a w 1997 Medalem za długoletnie pożycie małżeńskie.